# Udea praefulvalis
Udea praefulvalis is een vlinder uit de familie van de grasmotten (Crambidae), uit de onderfamilie van de Spilomelinae. De wetenschappelijke naam van deze soort is voor het eerst voorgesteld als Oeobia praefulvalis door Hans Georg Amsel in een publicatie uit 1970.
De soort komt voor in Afghanistan.